# Lockheed Martin Space Systems
Lockheed Martin Space Systems este una dintre cele 4 mari divizii de afaceri ale Lockheed Martin.  Sediul se află în Denver, Colorado și operează o facilitate în Sunnyvale, California cu 8.000 angajați. În apropiere de Sunnyvale, în Palo Alto, operează un Centru de Tehnologie Avansată.
Compania se ocupă cu design-ul și producția de diferite sisteme aeronautice militare sau comerciale.